# Gaedel
Gaedel Glas, auch Goidel Glas, (lateinisch Gathelus) ist eine Figur aus dem Lebor Gabála Érenn („Geschichte der Landnahme Irlands“) der keltischen Mythologie.

## Mythologie

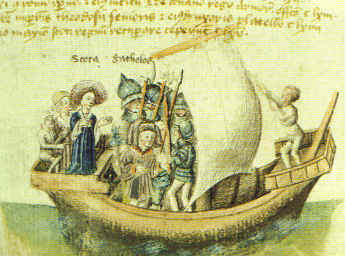
Scota (links) mit Goidel Glas auf der Reise von Ägypten (Scotichronicon von Walter Bower, Manuskript aus dem 15. Jh.)

Gaedel Glas gilt als Sohn des Nél und der Scota und Nachfahre Noahs. Er wird als der Stammvater der Gälen und (Mit-)Schöpfer der Goidelischen Sprachen angesehen.
Nach der frühen irischen Chronik Lebor Gabála Érenn war Scota die Tochter des ägyptischen Pharaos Cingris, dessen Name nur in der irischen Mythologie vorkommt. Sie heiratete Nél, den Sohn des Feinius Farsaidh, der babylonischer oder skythischer Herkunft war und nach dem Einsturz des Turms von Babel nach Skythien reiste. Nél war Sprachgelehrter und wurde vom Pharao nach Ägypten eingeladen und mit Scota verheiratet. Aus ihrer Ehe ging Goidel Glas, der eponyme Vorfahre der Gälen, hervor. Dieser schuf die gälischen Sprachen, indem er zusammen mit Feinius Farsaidh und Nél die besten Merkmale der nach der Babylonischen Sprachverwirrung vorhandenen 72 Sprachen kombinierte.
In einer volkstümlichen Erzählung aus seiner Jugendzeit wird berichtet, dass Mose Goidel als Baby von einem Schlangenbiss geheilt habe und ihm versprach, er werde in ein Land auswandern, wo es keine Schlangen gebe.

## Goidelen
In einer Vorgeschichte zum Lebor Gabála Érenn wird Agnomain als Vater von Feinius Farsaidh genannt; er ist also als Ahnherr der Goidelen anzusehen. In dieser Erzählung reisen die Goidelen vom Nordufer des Kaspischen Meeres über die Maeotis-Sümpfe (Asowsches Meer) und die Straße von Kertsch in den Pontus Euxinus („Schwarzes Meer“) und das Mittelmeer. Sie gelten als die Vorfahren der Söhne des Míl Espáne, der Milesier, der letzten und „gälischen“ Einwanderungswelle nach Irland, die die Túatha Dé Danann als Herrschervolk ablösen.
Der Sprachforscher O’Rahilly nennt in seinem Versuch, das Lebor Gabála Érenn mit der modernen Forschung in Einklang zu bringen, die Goidelen als letzte Einwanderungswelle nach Irland. Sie sollen aus Südgallien gekommen sein und vom Stamm der Quariates („Kesselleute“) abstammen – eine Herkunft von Goidel Glas wird nicht thematisiert. Diese Einwanderung setzt O’Rahilly zeitlich relativ kurz vor Caesars Britannienfeldzüge an, nämlich zwischen 325 und 50 v. Chr. Als Vorfahren der Goidelen gelten bei ihm die Milesier. Diese Theorie wird von der neueren Forschung verworfen, da es dafür keine archäologischen Nachweise gibt.